# Epitola uniformis
Epitola uniformis är en fjärilsart som beskrevs av Kirby 1887. Epitola uniformis ingår i släktet Epitola och familjen juvelvingar. Inga underarter finns listade i Catalogue of Life.